# خربة القبو
خربة القبو قرية تتبع ناحية حمام واصل في منطقة بانياس التابعة لمحافظة طرطوس.